# Аројо (Порторико)
Аројо (шп. Arroyo) је општина у америчкој острвској територији Порторико, острвској држави Кариба.

## Демографија
По попису из 2010. године број становника је 19.575, што је 458 (2,4%) становника више него 2000. године.
| Група             | 2000.          | 2010.          |
| Белци             | 108 (0,6%)     | 128 (0,7%)     |
| Афроамериканци    | 3.609 (18,9%)  | 6.355 (32,5%)  |
| Азијати           | 22 (0,1%)      | 31 (0,2%)      |
| Хиспаноамериканци | 18.939 (99,1%) | 19.390 (99,1%) |
| Укупно            | 19.117         | 19.575         |